# Neostylopyga variabilis
Neostylopyga variabilis es una especie de cucaracha del género Neostylopyga, familia Blattidae.

## Distribución
Esta especie se encuentra en Guinea-Bisáu, Togo y Camerún.